# Kentico CMS
Kentico CMS ist ein Content-Management-System (CMS) zur Darstellung und Verwaltung von Webseiten, Online-Geschäften, Intranetzen und Community-Seiten. Es wird von mehr als 18.000 Web-Portalen in 90 Ländern verwendet. Kentico CMS nutzt die Plattformen ASP.NET und Microsoft SQL Server und ermöglicht die Entwicklung mit Hilfe einer Portal-Engine oder auch direkt in Visual Studio. Kentico CMS ist kompatibel mit Microsoft Windows Azure.

## Geschichte
Kentico CMS wird von der Gesellschaft Kentico Software entwickelt, die im Jahr 2004 von Petr Palas gegründet wurde und ihren Sitz in Brünn hat. Im Jahr 2008 eröffnete Kentico Software eine Zweigstelle in den USA und im Jahre 2010 eine in Großbritannien sowie eine zweite in den USA.
Im Jahre 2010 wurde Kentico Software dank eines Wachstums von 1.781 % in den vorangegangenen fünf Jahren zur schnellstwachsenden tschechischen Firma erklärt und mit dem von der Gesellschaft Deloitte verliehenen Technology Fast 50 Award ausgezeichnet.

## Module
Die Funktionalität von Kentico CMS deckt drei Gebiete ab: das Content-Management-System, E-Commerce und Social Networking, Intranet und Online-Marketing. Kentico CMS enthält 40 Module und mehr als 250 Webparts.

## Einige Merkmale
- System für die Inhaltsverwaltung einschließlich der Unterstützung von Workflow, automatischer Bildung von Dokumentversionen und Zugangsrechten
- Der komplette Quellcode steht zur Verfügung.[13]
- Unterstützung von Ajax
- offene API
- Unterstützung von mobilen Versionen der Web-Seiten[14]
- Integration mit Microsoft SharePoint[15]
- Benutzerzugehörigkeit zu den Benutzergruppen und geschützte Web-Teile (secured areas)
- Unterstützung von mehrsprachigen Web-Versionen einschließlich UNICODE und der von rechts nach links schreibenden Sprachen (Arabisch, Hebräisch u. ä.)
- flexibles Design und flexible Navigation (drop-down menu, tree menu, UL list menu, tabs)[16]
- benutzerfreundliche Oberfläche
- Integration der ASP.NET-Standard-Controls und Unterstützung der eigenen Controls
- Unterstützung von Visual Studio, .Net-Framework und ASP.NET Version 2.0 und 3.5[17]
- WYSIWYG-Editor
- Optimierung für Suchmaschinen (SEO)
- Web-Standards: XHTML, Tabellen- oder CSS-Layout, WAI
- einsatzbereite Web-Schablonen (Corporate-Seiten, Online-Geschäfte, private Web-Seiten)